# Hubbathala
Hubbathala é uma vila no distrito de The Nilgiris, no estado indiano de Tamil Nadu.

## Demografia
Segundo o censo de 2001,  Hubbathala  tinha uma população de 10,974 habitantes. Os indivíduos do sexo masculino constituem 49% da população e os do sexo feminino 51%. Hubbathala tem uma taxa de literacia de 73%, superior à média nacional de 59.5%: a literacia no sexo masculino é de 82% e no sexo feminino é de 65%. Em Hubbathala, 11% da população está abaixo dos 6 anos de idade.